# Debrețin
Debrețin (în limba maghiară  Debrecen (ajutor·info), în română, variantă,  Dobrițân) este un oraș important din comitatul Hajdú-Bihar, Ungaria, situat la 220 km de Budapesta. Are o populație de 207.270 de locuitori și este capitala comitatului Hajdú-Bihar. Este al doilea oraș ca mărime din Ungaria, după Budapesta.

## Istorie

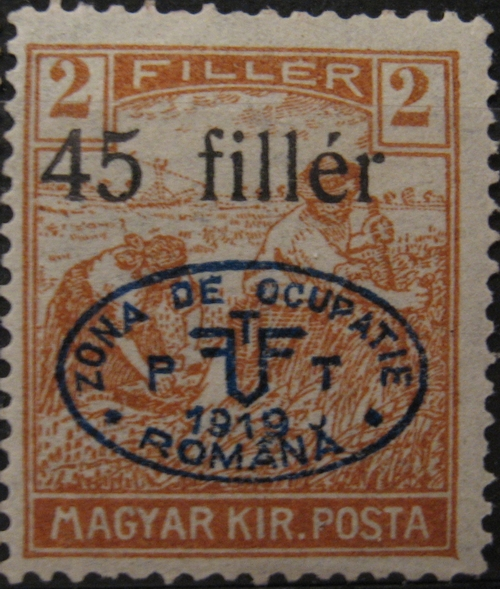
Marcă poștală emisă la Debrețin în timpul ocupației române din 1919-1920

Debreținul are o istorie bogată, de peste 750 de ani. În evul mediu orașul a făcut parte din Partium în cadrul Regatului Ungariei, apoi din sec. 16 până la sfârșitul sec. 17 din Principatul Transilvaniei (inclusiv în timpul domniei lui Mihai Viteazul, atunci fiind încă parte a comitatului Bihor). A urmat perioada habsburgică, iar din 1867 (în urma Ausgleich-ului) a revenit Ungariei. În anii 1919-1920 orașul s-a aflat sub ocupație română. 
A fost capitala Ungariei de două ori, pentru un timp scurt: în timpul revoluției din 1848-49 și în timpul celui de-al Doilea Război Mondial, în 1945.

## Geografia
În Debrețin se găsește o climă specifică centrului Europei, temperat continentală și temperat oceanică la granițe.
| Date climatice pentru Debrecen         | Date climatice pentru Debrecen | Date climatice pentru Debrecen | Date climatice pentru Debrecen | Date climatice pentru Debrecen | Date climatice pentru Debrecen | Date climatice pentru Debrecen | Date climatice pentru Debrecen | Date climatice pentru Debrecen | Date climatice pentru Debrecen | Date climatice pentru Debrecen | Date climatice pentru Debrecen | Date climatice pentru Debrecen | Date climatice pentru Debrecen |
| Luna                                   | Ian                            | Feb                            | Mar                            | Apr                            | Mai                            | Iun                            | Iul                            | Aug                            | Sep                            | Oct                            | Nov                            | Dec                            | Anual                          |
| -------------------------------------- | ------------------------------ | ------------------------------ | ------------------------------ | ------------------------------ | ------------------------------ | ------------------------------ | ------------------------------ | ------------------------------ | ------------------------------ | ------------------------------ | ------------------------------ | ------------------------------ | ------------------------------ |
| Maxima medie °C (°F)                   | 0.6 (33,1)                     | 4.1 (39,4)                     | 10.4 (50,7)                    | 16.6 (61,9)                    | 21.7 (71,1)                    | 24.6 (76,3)                    | 26.5 (79,7)                    | 26.1 (79)                      | 22.4 (72,3)                    | 16.5 (61,7)                    | 8.5 (47,3)                     | 2.6 (36,7)                     | 15,05 (59,09)                  |
| Media zilnică °C (°F)                  | −2.6 (27,3)                    | 0.2 (32,4)                     | 5.1 (41,2)                     | 10.7 (51,3)                    | 15.8 (60,4)                    | 18.7 (65,7)                    | 20.3 (68,5)                    | 19.6 (67,3)                    | 15.8 (60,4)                    | 10.3 (50,5)                    | 4.5 (40,1)                     | −0.2 (31,6)                    | 9,85 (49,73)                   |
| Minima medie °C (°F)                   | −5.5 (22,1)                    | −3 (27)                        | 0.6 (33,1)                     | 5.4 (41,7)                     | 10.1 (50,2)                    | 13.4 (56,1)                    | 14.4 (57,9)                    | 13.7 (56,7)                    | 10.3 (50,5)                    | 5.3 (41,5)                     | 1.3 (34,3)                     | −2.8 (27)                      | 5,26 (41,47)                   |
| Precipitații mm (inches)               | 37 (1.46)                      | 30 (1.18)                      | 34 (1.34)                      | 42 (1.65)                      | 59 (2.32)                      | 80 (3.15)                      | 65 (2.56)                      | 61 (2.4)                       | 38 (1.5)                       | 31 (1.22)                      | 45 (1.77)                      | 44 (1.73)                      | 566 (22,28)                    |
| Nr. de zile cu precipitații (≥ 1.0 mm) | 8                              | 6                              | 7                              | 8                              | 9                              | 10                             | 8                              | 7                              | 5                              | 5                              | 8                              | 8                              | 89                             |
| Ore însorite                           | 55.8                           | 81.2                           | 145.7                          | 192.0                          | 238.7                          | 249.0                          | 282.1                          | 260.4                          | 201.0                          | 161.2                          | 69.0                           | 46.5                           | 1.982,6                        |
| Sursă: HKO                             |                                |                                |                                |                                |                                |                                |                                |                                |                                |                                |                                |                                |                                |

## Demografie
Componența etnică a municipiului Debrețin
     Maghiari (84,81%)
     Necunoscut (1,89%)
     Români (0,35%)
     Alții (2,43%)
Componența confesională a municipiului Debrețin
     Fără religie (27,89%)
     Reformați (26,65%)
     Romano-catolici (11,89%)
     Greco-catolici (5,47%)
     Atei (1,97%)
     Necunoscută (25,55%)
     Alte religii (3,01%)
Conform recensământului din 2011, orașul Debrețin avea 211.320 de locuitori. Din punct de vedere etnic, majoritatea locuitorilor (84,81%) erau maghiari. Apartenența etnică nu este cunoscută în cazul a 1,89% din locuitori. Nu există o religie majoritară, locuitorii fiind persoane fără religie (27,89%), reformați (26,65%), romano-catolici (11,89%), greco-catolici (5,47%) și atei (1,97%). Pentru 25,55% din locuitori nu este cunoscută apartenența confesională.

## Orașe înfrățite
- Oradea, România
- Paderborn, Germania
- Sankt Petersburg, Rusia
- Lublin, Polonia
- Patras, Grecia
- Taitung, Republica Chineză
- Setúbal, Portugalia

## Obiective turistice

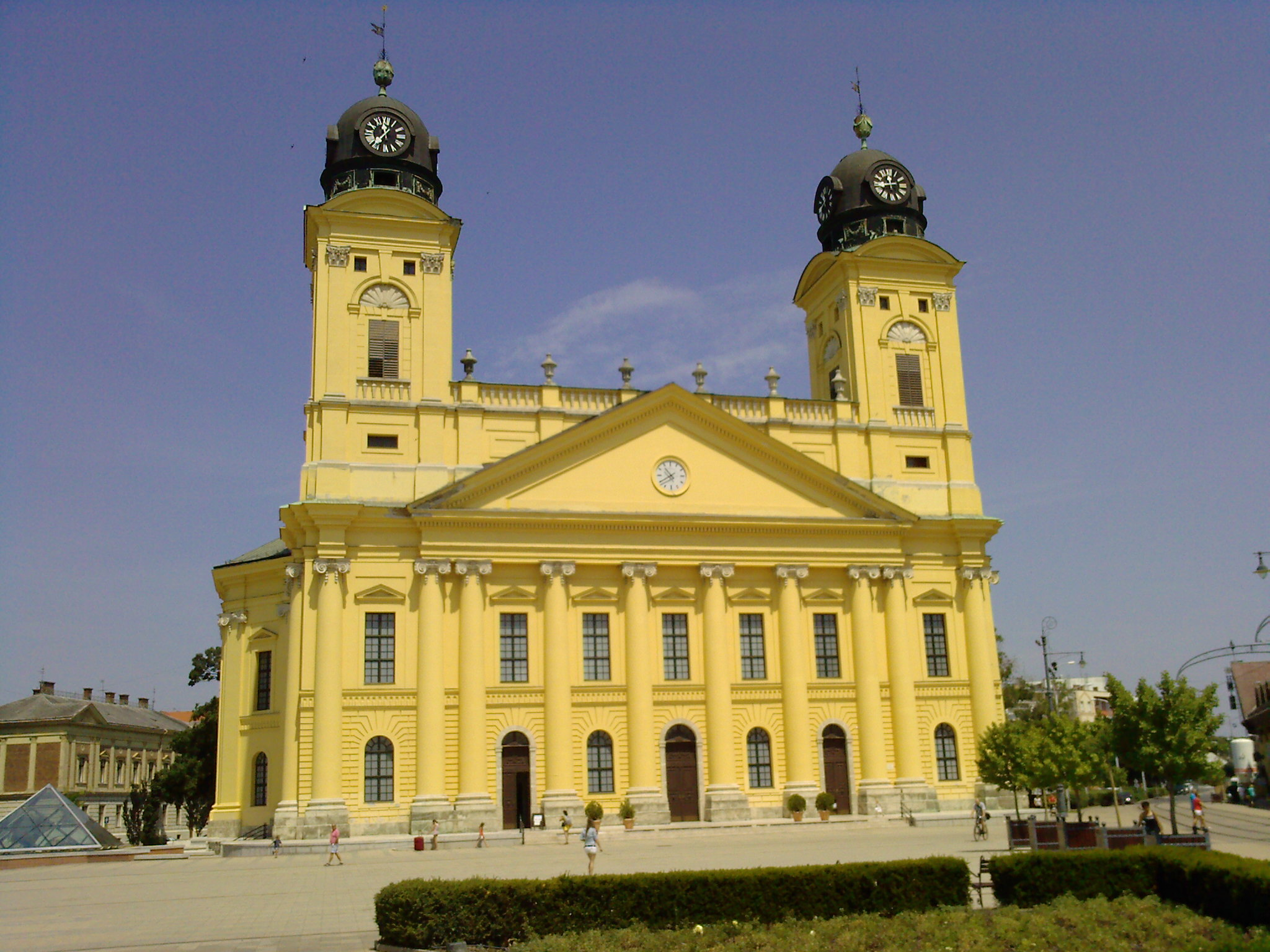
Marea Biserică Reformată

Debrețin este un important centru cultural, artistic și științific. În ultimii ani orașul a fost supus unor transformări importante. Centrul orașului a fost transformat complet într-o piață pietonală uriașă, iar în mijlocul acesteia a fost construită cea mai mare fântână din ceramică din Europa, cu un diametru de 20 de metri. Băile mediteraneene, unice în Ungaria, servesc turiștilor pentru recreere de mulți ani, în timp ce Centrul de Conferințe Kölcsey, deschis publicului din februarie 2006, servește ca un bastion regional al culturii și turismului.
Cele mai importante puncte de atracție din Debrețin sunt:
- Marea Biserică Reformată, situată în Piața Kossuth, este simbolul orașului Debrețin. Orar de vizitare: luni - vineri 9–16.00, sâmbăta 9–13.00, duminica 12.00 – 16.00.

- Colegiul Reformat Calvin, situat în Piața Kálvin nr. 16.

- Muzeul Déri – Piata Déri nr. 1. Cele 3 picturi ale lui Mihály Munkácsy, “Cristos după Pilat”, “Calvary” și “Ecce Homo”, numite împreună “Trilogia”, sunt cele mai importante punct de atracție din colecția muzeului. Orar: 10.00 – 18.00 cu excepția zilei de luni.

- Muzeul Comemorativ Ferenc Medgyessy – Strada Péterfia nr. 28. Ferenc Medgyessy a fost unul din cei mai apreciați artiști plastici ai Ungariei, care a reliefat în lucrările sale frumusețea Marii Câmpii Ungare. Orar: 10.00 – 16.00 cu excepția zilei de luni.

- Biserica Reformată Mică – Piața Révész. Ulterior biserica s-a mai numit si “biserica trunchiată” (Csonkatemplom).

- Muzeul Literaturii Debrețin – Piața Borsos József nr. 1. Muzeul adăpostește o colecție impresionantă de materiale reprezentative pentru tradiția literară a orașului. Orar: 10.00 – 16.00 cu excepția zilei de luni.

- Muzeul Comemorativ László Holló - Holló László Mall 20. Vechea casă a pictorului găzduiește (înca din anul 1978) în prezent muzeul comemorativ László Holló (1887-1976) . Orar: 10.00 – 16.00, exceptând ziua de luni.

- Catedrala Sfânta Ana. Strada Szent Anna nr. 15.

- Teatrul Csokonai – Strada Kossuth nr. 10.

- Tímárház (Casa Tanner) – Strada Nagy Gál István nr. 6. Casa Tímárház este un moment important în industria manufacturieră din Debrețin. Orar: Marți – vineri 10.00 – 17.00, sâmbata 10.00 – 14.00.

- Universitatea Debrețin – Piața Egyetem nr 1.

- Marea Pădure. Pădurea se întinde pe o suprafață de 1.082 hectare și a fost înregistrată ca prima rezervație a țării în Cartea Rezervațiilor Naturale la data de 17 octombrie 1937.

- Aquaticum – Centrul de Terapie și Băi - Nagyerdei Park 1.

- Grădina Zoologică și Botanică - Ady Endre. Aproape 1400 de animale din 170 specii de pe 4 continente pot fi văzute în prima gradină zoologică și botanică dinafara Budapestei. Orar: 09 – 18.00 zilnic.

- Gradina Botanică – Piața Egyetem nr. 1. În spatele Universității vom găsi Gradina Botanică (1928), faimoasă pentru colecția de cactuși, 2500 din cele 3000 cunoscute în lume fiind întâlnite aici.

- Centrul de Convenții Kölcsey – Strada Hunyadi nr. 1–3. Cu aproape 13 000 m² Kölcsey Convention Centre este cel mai mare centru de conferințe din estul Ungariei.

- Aeroportul Internațional Debrețin – Bulevardul Mikepércsi. Aeroportul Internațional Debrețin este, ca mărime, al II-lea aeroport din Ungaria.

- Arena Ice – Strada Derék nr. 33. Unul din cele mai moderne patinoare (deschis în mai 2004) și singurul patinoar acoperit din estul Ungariei.

## Sport
Orașul Debrețin are o echipă de fotbal cunoscută, Debreceni VSC, care a câștigat campionatul de șase ori în 2005, 2006, 2007, 2009, 2010 și în 2012. Culorile echipei sunt roșu și alb. Stadionul Debrecen, de 20.000 de locuri, a fost refăcut începând din 2013.

### Evenimente sportive
- Campionatele europene de gimnastică individuală din 2005, prima ediție europeană a campionatelor individuale de gimnastică, atât feminină, cât și masculină au avut la Debrețin.

## Personalități născute aici
- Mihály Csokonai Vitéz (1773 - 1805), scriitor;
- Heinrich Hentzi (1785 - 1849), general;
- Edmund Steinacker (1838 - 1929), politician;
- Zoltán Petőfi (1848 - 1870), actor, poet;
- Kálmán Verbőczy (1888 - 1967), căpitan;
- György Konrád (1933 - 2019), scriitor;
- Nóra Görbe (n. 1956), actriță, cântăreață;
- Zsolt Baumgartner (n. 1981), pilot de curse;
- Balázs Dzsudzsák (n. 1986), fotbalist;
- Kitti Kudor (n. 1988), handbalistă;
- Vivien Keszthelyi (n. 2000), pilot de curse.